# Elecciones presidenciales de Colombia de 1904
Las elecciones presidenciales de Colombia de 1904 se celebraron el 2 de febrero de ese año para elegir al Presidente de la República para el periodo 1904-1910. 
De acuerdo con las normas vigentes de la Constitución de 1886, la elección se realizó mediante el sistema de sufragio indirecto, con un colegio electoral elegido en diciembre de 1903, en proporción de un diputado por cada mil habitantes. Este colegio se reunió en sus respectivas circunscripciones el día 2 de febrero.

## Candidatos y resultados
La siguiente es la lista de candidatos inscritos (por orden alfabético).
| Candidato | Candidato | Candidato                      | Formación | Cargos públicos |
| --------- | --------- | ------------------------------ | --------- | --- |
|           |           | Rafael Reyes Prieto 54 años    | Militar   | - Secretario de Fomento y Obras Públicas de los Estados Unidos de Colombia (1886-1886) - Ministro de Fomento y Obras Públicas de la República de Colombia (1888-1888) - Ministro de Gobierno de la República de Colombia (1895-¿?) |
|           |           | Joaquín Fernando Vélez 70 años | Militar   | Gobernador de Bolívar (1895-1896) Embajador de Colombia ante la Santa Sede |

Las elecciones presidenciales de 1904 se realizaron luego de finalizar la cruenta Guerra de los Mil Días. El liberalismo derrotado no presentó ningún aspirante, por lo que las candidaturas se dividieron entre dos generales conservadores: el boyacense Rafael Reyes, miembro de la comisión diplomática que buscó frenar la separación de Panamá, y el cartagenero Joaquín Fernando Vélez, exembajador ante la Santa Sede.
| Candidato a presidente | Candidato a vicepresidente | Partido o movimiento | Votos |
| ---------------------- | -------------------------- | -------------------- | ----- |
| Rafael Reyes Prieto    | Ramón González Valencia    | Conservador          | 994   |
| Joaquín Fernando Vélez | Alfredo Vásquez Cobo       | Conservador          | 982   |

## Rumores sobre fraude
El estrecho margen de triunfo de Reyes dio lugar a que se rumoraran maniobras de fraude. La versión más difundida sobre este aspecto se dice que ocurrió en el actual departamento de La Guajira, donde el dirigente político Juan Manuel Iguarán ordenó a la asamblea electoral de su distrito firmar las boletas en blanco, para después poder venderlas al mejor postor.
Esta irregularidad causó una acalorada controversia entre los dirigentes políticos de la época, lo cual llevó a que el Consejo Electoral reunido en Bogotá realizara un escrutinio definitivo hasta el 4 de julio dando a Reyes como ganador.
A favor de las versiones sobre fraude, se argumentó que la asamblea electoral que debía reunirse el 2 de febrero en Riohacha no lo hizo y que además su número de miembros excedía la representación legal que debía tener.
Sin embargo, el historiador David Bushnell afirma a favor de Reyes que se trató de una maniobra benéfica, debido a que este era realmente el candidato más popular.

## Cambios al sistema electoral
El candidato proclamado como ganador, Rafael Reyes, gobernó hasta 1909, cuando fue obligado a renunciar por la presión de grupos opositores. Le sucedió en el cargo Jorge Holguín Mallarino, quien fue a su vez sucedido por Ramón González Valencia, que se proclamó ganador en las elecciones presidenciales indirectas de 1909. González Valencia convocó a una Asamblea Constituyente que eligió a Carlos E. Restrepo como Presidente de la República para el periodo 1910-1914. Igualmente, la Asamblea modificó el sistema de elección presidencial a través del sufragio directo, el cual se aplicó desde 1914.